# 维耶伊穆兰
维耶伊穆兰（法語：Vieilmoulin，法語發音：[vjɛjmulɛ̃]）是法国科多尔省的一个市镇，位于该省中部偏西，属于第戎区和乌什河与山岳市镇公共社区。

## 地理
维耶伊穆兰（47°18'42"N, 4°40'44"E）面积6.06 平方千米，位于法国勃艮第-弗朗什-孔泰大區科多尔省，该省份为法国中东部省份，北起奥布省，西接涅夫勒省和约讷省，南至索恩-卢瓦尔省，东南接汝拉省，东临上索恩省，东北部与上马恩省接壤。
与维耶伊穆兰接壤的市镇（或旧市镇、城区）包括：圣梅曼、欧比尼莱松贝农、埃沙奈、圣昂托、松贝农。
维耶伊穆兰的时区为UTC+01:00、UTC+02:00（夏令时）。

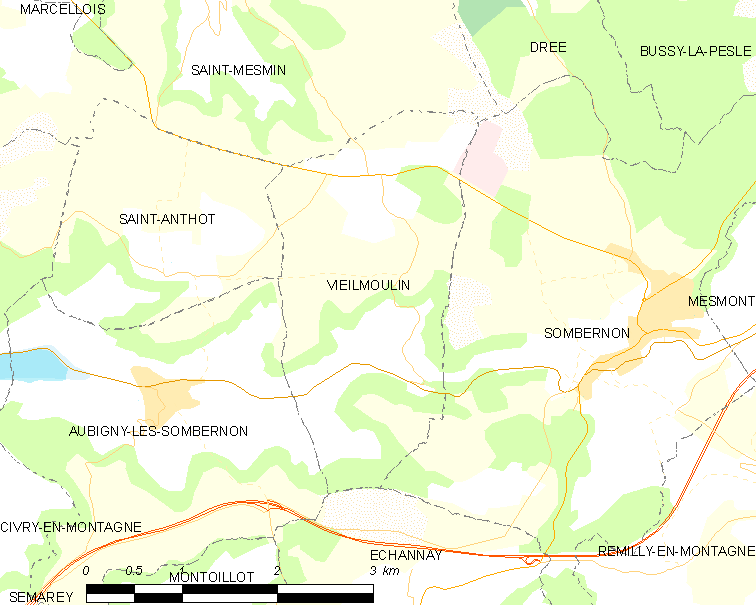
维耶伊穆兰的OSM定位图

## 行政
维耶伊穆兰的邮政编码为21540，INSEE市镇编码为21679。

## 政治
维耶伊穆兰所属的省级选区为塔朗县。

## 人口

1962-2008年间维耶伊穆兰人口变化图示

维耶伊穆兰于2022年1月1日时的人口数量为143人。